# 托巴迪尔
托巴迪尔是奥地利蒂罗尔州兰德克县的一个市镇。总面积16.48平方公里，总人口524人，人口密度31.8人/平方公里（2005年）。